# Шапури

Шапури на карте штата.

Шапури (порт. Xapuri) — муниципалитет в Бразилии, входит в штат Акри. Составная часть мезорегиона Вали-ду-Акри. Входит в экономико-статистический микрорегион Бразилея. Население составляет 16 091 человек на 2010 год. Занимает площадь 5347,446 км². Плотность населения — 3,01 чел./км².
Праздник города — 22 марта.

## История
Город основан в 1904 году.

## Демография
Согласно сведениям, собранным в ходе переписи 2010 г. Национальным институтом географии и статистики (IBGE), население муниципалитета составляет:
| Полное население                               | Полное население                               | Полное население                               | Полное население                               | 16 091 |
| ---------------------------------------------- | ---------------------------------------------- | ---------------------------------------------- | ---------------------------------------------- | ------ |
| в том числе:                                   | Городское население                            | 10 330                                         | Процент городского населения, %                | 64,20  |
|                                                | Сельское население                             | 5761                                           | Процент сельского населения, %                 | 35,80  |
|                                                | Мужское население                              | 8317                                           | Процент мужского населения, %                  | 51,69  |
|                                                | Женское население                              | 7774                                           | Процент женского населения, %                  | 48,31  |
| Плотность населения, чел/км²                   | Плотность населения, чел/км²                   | Плотность населения, чел/км²                   | Плотность населения, чел/км²                   | 3,06   |
| Население муниципалитета в % к населению штата | Население муниципалитета в % к населению штата | Население муниципалитета в % к населению штата | Население муниципалитета в % к населению штата | 2,19   |

По данным оценки 2015] года, население муниципалитета составляет 17 608 жителей.

## Важнейшие населенные пункты
| № | Населённый пункт | Населённый пункт (порт.) | Категория | Население чел. (2010) | На карте                        |
| - | ---------------- | ------------------------ | --------- | --------------------- | ------------------------------- |
| 1 | Шапури           | Xapuri                   | город     | 10 330                | 10°39′12″ ю. ш. 68°29′57″ з. д. |

## Статистика
- Валовой внутренний продукт на 2005 год составляет 82 377 228 реалов (данные: Бразильский институт географии и статистики).
- Валовой внутренний продукт на душу населения на 2005 год составляет 6016,01 реалов (данные: Бразильский институт географии и статистики).
- Индекс развития человеческого потенциала на 2000 год составляет 0,669 (данные: Программа развития ООН).